# Milborne St Andrew
Milborne St Andrew – wieś w Anglii, w hrabstwie Dorset. Leży 14 km na północny wschód od miasta Dorchester i 171 km na południowy zachód od Londynu. Miejscowość liczy 1042 mieszkańców.